# The Yellow Kid
Mickey Dugan, dit The Yellow Kid (« Le gamin en jaune » en français), est un personnage créé par le dessinateur humoristique et auteur de bande dessinée américain Richard Felton Outcault.
Apparu anonymement en 1894 dans des dessins d'humour publiés par Truth et mettant en scène des enfants des rues du quartier populaire new-yorkais fictionnel de Hogan's Alley, ce petit garçon devient très populaire et reçoit son surnom de « gamin en jaune » lorsque sa robe de chambre trop longue prend cette couleur à partir de janvier 1896. La série où il apparaît est alors publiée dans le New York World de Joseph Pulitzer.
Lorsque le New York Journal de William Randolph Hearst débauche Outcault, celui-ci y poursuit à partir d'octobre 1896 sa série sous le titre McFadden’s Row of Flats, mettant régulièrement en avant le seul Yellow Kid sous forme de bandes dessinées, tandis que Hogan's Alley est poursuivie dans le World sous forme de dessin d'humour pleine page par George Luks.
Très populaire durant quelques mois, le Yellow Kid se voit consacrer neuf numéros d'un magazine à son nom en mars 1897 et fait l'objet d'un merchandising avancé. La publication des deux séries cesse cependant dès l'hiver 1897-1898.
La première utilisation par le Yellow Kid d'un phylactère dans un strip du 25 octobre 1896 a souvent été présentée comme la « naissance de la bande dessinée », notamment par les Américains, bien que le personnage d'Outcault soit principalement apparu dans des dessins humoristiques, que ses pensées apparaissaient sur sa chemise de nuit et non dans des bulles, et qu'Ally Sloper ait fait l'objet d'un merchandising tout aussi intensif une dizaine d'années avant lui.

## Une série populaire mais éphémère

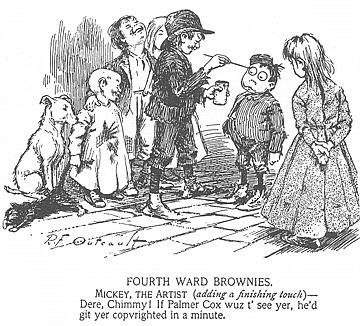
Quatrième dessin d'humour d'Outcault mettant en scène le futur Yellow Kid (février 1895).

Richard Outcault publie son premier dessin d'humour se passant à Hogan's Alley dans l'hebdomadaire humoristique Truth du 2 juin 1894. Un garçonnet vêtu d'une chemise de nuit trop longue apparaît dès ce dessin en noir et blanc, ainsi que dans trois autres publiés les 15 juillet, 15 septembre et 9 février suivants. Ce quatrième dessin d'humour, « Fourth Ward Brownies » (« Les Brownies du quatrième district »), est republié le 8 jours plus tard dans le New York World, un quotidien généraliste auquel Outcault avait déjà collaboré. Après avoir proposé un nouveau dessin inédit le 10 mars 1895, le New York World publie le 5 mai, « At the Circus in Hogan's Alley » (« Au cirque dans Hogan's Alley ») une image en couleur de plus grand format. Sept autres dessins sont publiés jusqu'à fin 1895, sans qu'aucun personnage ne se détache particulièrement.
Le 5 janvier 1896, dans le dessin « Golf—The Great Society Sport as Played in Hogan's Alley » (« Golf — Le sport de la Haute Société tel que pratiqué à Hogan's Alley »), la chemise de nuit du garçonnet est pour la première fois coloriée en jaune. Très rapidement surnommé « Yellow Kid » (« garçonnet jaune ») par les lecteurs, il qui devient vite un personnage extrêmement populaire, suscitant le commerce de produits dérivés (du savon au whisky) et poussant les patrons de presse américains à engager de nouveaux dessinateurs pour qu'ils créent de nouveaux personnages.
En 1896, Outcault est embauché par William Randolph Hearst pour illustrer la couverture du New York Journal-American. La série, renommée McFadden's Row of Flats prend alors un tour plus vulgaire. De son côté, le New York World engage George Luks pour poursuivre Hogan's Alley. À partir du 25 octobre 1896, dix-huit des histoires d'Outcault sont narrées sous la forme de bande dessinée, contribuant à populariser la forme. En 1898, les deux séries prennent fin, l'auteur s'étant lassé de leur tonalité agressive.

## Le mythe de la première bande dessinée
Bien qu'Arthur Burdett Frost ou Charles Saalburgh aient déjà publié des bandes dessinées dans le pays, le succès du Yellow Kid fait que la série a été considérée par les premiers chercheurs des années 1960 non seulement comme la première bande dessinée américaine (comics) et le premier strip de presse du dimanche mais également comme la première bande dessinée dans l'absolu. On y voit également souvent le précurseur de l'utilisation du phylactère en bande dessinée, alors que Mickey Dugan s'exprime, sauf le 25 octobre 1896 (et là dans un cadre rhétorique très précis), toujours par le biais d'un texte qui apparaît sur son vêtement : des phylactères apparaissent dans la série, mais essentiellement en tant que des contrepoints humoristiques au texte.
La vision du Yellow Kid en tant que « première bande dessinée » a été démentie dès le début des années 1970 par les travaux de David Kunzle, puis plus encore par les recherches de Thierry Groensteen à la fin des années 1980. Elle demeure cependant encore très répandue, ce qui explique qu'en 1996 de nombreuses institutions (Poste américaine, Centre belge de la bande dessinée) et organes scientifiques (L'Histoire, etc.) aient célébré le centenaire de la bande dessinée. C'est la série  The Katzenjammer Kids (Pim Pam Poum), créée en 1897, qui, la première, utilise systématiquement le phylactère.
Cependant, le Yellow Kid, par sa popularité, a permis le développement d'autres bandes dessinées aux États-Unis, et à répandre l'usage du phylactère. Thierry Smolderen considère que la série « a fait entrer les illustrés dans l'ère de l'audio-visuel », bien que le personnage britannique Ally Sloper ait été le premier personnage de bande dessinée à être massivement utilisé dans la culture de masse et adapté vers d'autres médias des années 1870 aux années 1900.
Le nom du Yellow Kid a été donné au prix attribué une fois tous les deux ans lors du Festival de bande dessinée de Lucques (Italie).

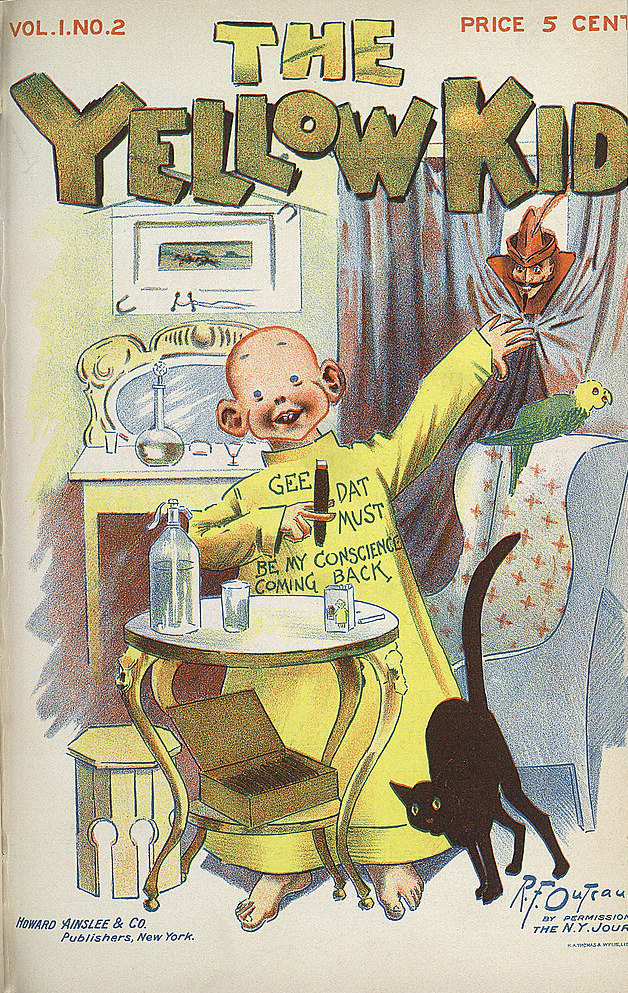
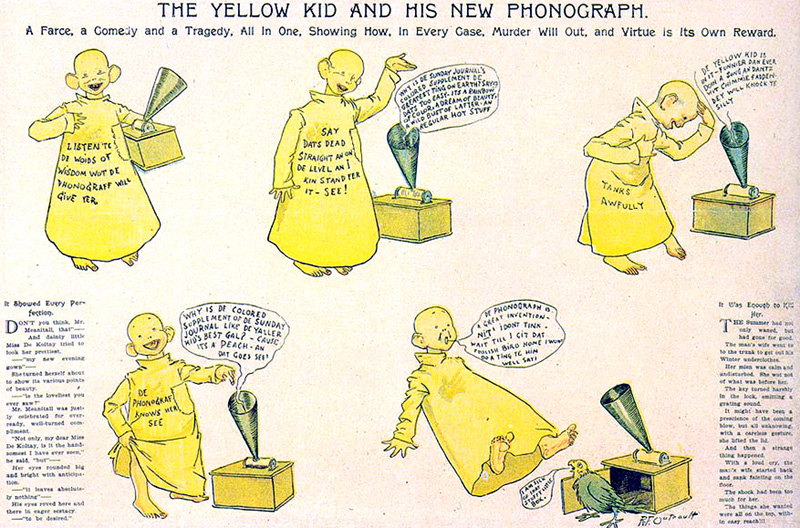
Planche du 25 octobre 1896, dans laquelle le personnage principal utilise un phylactère pour s'exprimer.